# Andrea de la Torre
Andrea de la Torre Pérez (Valldoreix, 22 de agosto de 1990) es una exjugadora de balonmano que juega de guardameta y medalla de oro en los Juegos del Mediterráneo del 2018.

## Carrera
Comenzó a jugar al balonmano a los 8 años en el CEIP Jaume Ferran i Clua de su ciudad natal. Pronto pasó al Centre Obert Sant Cugat, BM La Roca y finalmente al Esportiu Handbol Castelldefels, donde jugó durante cinco años, alternando entre las categorías juvenil y sénior.
En 2011, con 21 años, Andrea recibió una oferta del Balonmano Granollers, que en ese momento competía en la segunda división. Esa misma temporada sufrió una grave lesión de rodilla que la apartó de las pistas durante seis meses. En la temporada 2014/2015, tras el ascenso del equipo a la División de Honor, Andrea asumió el rol de capitana.
A pesar de que en 2016 decidió retirarse temporalmente del balonmano para centrarse en otros aspectos de su vida familiar, un año después regresó al BM Granollers con el que estuvo otras dos temporadas en la que se convirtió en una figura clave tanto dentro como fuera del terreno de juego.
En 2019, decidió probar suerte en el extranjero y firmó con el Bouillargues Handball de la segunda división francesa, aunque su aventura en el país galo se vio interrumpida por un ERTE debido a la pandemia del COVID-19. En 2021 fichó por el Toulouse.

### Clubes
- 2006-11:  Esportiu Castelldefels
- 2011-19:  KH-7 Granollers
- 2019-20:  Bouillargues Nîmes
- 2021-23:  Toulouse[10]

### Selección
Con la selección española, Andrea debutó en 2018, representando a las “Guerreras” en los Juegos Mediterráneos de Tarragona, donde se coronó campeona, ganando la medalla de oro y compartiendo portería con Merche Castellanos.

## Títulos y galardones
A lo largo de su carrera, Andrea de la Torre ha cosechado varios títulos y reconocimientos:
- 1 x  Medalla de oro en los Juegos Mediterráneos de Tarragona 2018.
- 1 x División de Honor Plata (KH-7 Bm Granollers)

## Datos biográficos
Además de su carrera deportiva, Andrea de la Torre es graduada en Ciencias del Deporte por el INEFC de Barcelona, con un máster en Actividad Física y Deporte habiendo trabajado como técnica deportiva, vinculada al deporte escolar y a la iniciación deportiva en distintos medios.
De la Torre es partidaria de la lucha por la igualdad en el deporte. Fue una de las jugadoras que reivindicó, junto con Mireia Torras, Judith Vizuete, Kaba Gassama, Miriam González y Ona Vegué, una mayor visibilidad del balonmano femenino en los medios de comunicación catalanes, exigiendo un trato equitativo frente a la cobertura del balonmano masculino.